# Simone Bucio
Simone Bucio est une actrice mexicaine.

## Biographie
Simone Bucio est connue pour son rôle dans le film La Région sauvage d'Amat Escalante, présenté et primé à la Mostra de Venise,, pour laquelle elle est nommée pour le prix Ariel du « Meilleur second rôle féminin » en 2018,.

## Filmographie
- 2016 : La Région sauvage (La región salvaje) d'Amat Escalante – Verónica
- 2017 : El casero (court métrage) d'Alejandro Cervantes –
- 2018 : Anamnesis (court métrage) d'Amaury Barrera – Alix
- 2019 : Le Désir d'Ana (El deseo de Ana) d'Emilio Santoyo – Meli

## Récompenses et distinctions
- 2018 : Prix Ariel (Mexique) : nomination à l'Ariel d'argent du « Meilleur second rôle féminin » pour La Région sauvage